# Àlvar Llobet i Sotelo
Àlvar Llobet i Sotelo (Balaguer, 30 de març de 1984) és un periodista, historiador de l'art i escriptor català.
Va fer els seus primers estudis a l'Escola Pia de Balaguer i a l'Institut Ciutat de Balaguer. L'any 2005 es va llicenciar en Història de l’Art per la Universitat de Barcelona i el 2009 en Periodisme per la Universitat Pompeu Fabra. Des de l'any 2007 ha treballat i col·laborat en diversos mitjans de comunicació com Ràdio Balaguer, Catalunya Ràdio, RNE, Segre, La Manyana i a La Mira Magazin. Des del 2014 treballa com a periodista al diari Nació Digital.

## Obres
- El reconeixement internacional de la Intersindical (2015) Focir
- Joan Sauret. Tasca i esperança (2022) Fundació Irla